# Fayette (Iowa)
Fayette és una població dels Estats Units a l'estat d'Iowa. Segons el cens del 2000 tenia 1.300 habitants.

## Demografia
Segons el cens del 2000, Fayette tenia 1.300 habitants, 399 habitatges, i 233 famílies. La densitat de població era de 336,9 habitants/km².
Dels 399 habitatges en un 28,3% hi vivien nens de menys de 18 anys, en un 47,6% hi vivien parelles casades, en un 7% dones solteres, i en un 41,6% no eren unitats familiars. En el 35,1% dels habitatges hi vivien persones soles el 15% de les quals corresponia a persones de 65 anys o més que vivien soles. El nombre mitjà de persones vivint en cada habitatge era de 2,35 i el nombre mitjà de persones que vivien en cada família era de 3,05.
Per edats la població es repartia de la següent manera: un 18,5% tenia menys de 18 anys, un 37% entre 18 i 24, un 18,6% entre 25 i 44, un 14,5% de 45 a 60 i un 11,3% 65 anys o més.
L'edat mediana era de 23 anys. Per cada 100 dones de 18 o més anys hi havia 128,2 homes.
La renda mediana per habitatge era de 28.750 $ i la renda mediana per família de 36.250 $. Els homes tenien una renda mediana de 23.750 $ mentre que les dones 19.135 $. La renda per capita de la població era d'11.131 $. Entorn del 13,2% de les famílies i el 16,4% de la població estaven per davall del llindar de pobresa.

## Poblacions més properes
El següent diagrama mostra les poblacions més properes.